# Ibirama (kommun)
Ibirama är en kommun i Brasilien.   Den ligger i delstaten Santa Catarina, i den södra delen av landet, 1 300 km söder om huvudstaden Brasília. Antalet invånare är 17 342.
Följande samhällen finns i Ibirama:
- Ibirama

I omgivningarna runt Ibirama växer i huvudsak städsegrön lövskog. Runt Ibirama är det glesbefolkat, med 17 invånare per kvadratkilometer.